# Міжштатні автомагістралі в Алясці
Міжштатні автомагістралі в Алясці (англ. Interstate Highways in Alaska) всі належать та обслуговуються штатом Аляска. Міністерство транспорту та суспільних послуг Аляски (англ. Alaska Department of Transportation & Public Facilities) відповідає за утримання та роботу шосе системи Interstate Highway. Загалом система представлена чотирма шосе, що простяглись на 1 741,66 км (1 082,22 милі). Найдовшим шосе є A-1, довжиною 656,98 км (408,23 миль), найкоротшим — A-3 (238,638 км або 148,12 миль).

## Дороги
| Назва         | Довжина миль | Довжина км | Від      | До                                  | Інші назви                                                           | Надано статус інтерстейту | Карта |
| ------------- | ------------ | ---------- | -------- | ----------------------------------- | -------------------------------------------------------------------- | ------------------------- | ----- |
| Interstate A1 | 408,23       | 656,98     | Анкоридж | кордон Канади та США в Олкен-Бордер | англ. Glenn Highway, Richardson Highway, Tok Cut-Off, Alaska Highway | 1976                      |       |
| Interstate A2 | 202,18       | 325,38     | Тоук     | Фейрбенкс                           | англ. Alaska Highway, Richardson Highway                             | 1976                      |       |
| Interstate A3 | 148,12       | 238,38     | Анкоридж | Солдотна                            | англ. Seward Highway, Sterling Highway                               | 1976                      |       |
| Interstate A4 | 323,69       | 520,93     | Гейтвей  | Фейрбенкс                           | англ. George Parks Highway                                           | 1976                      |       |

## Фотографії доріг

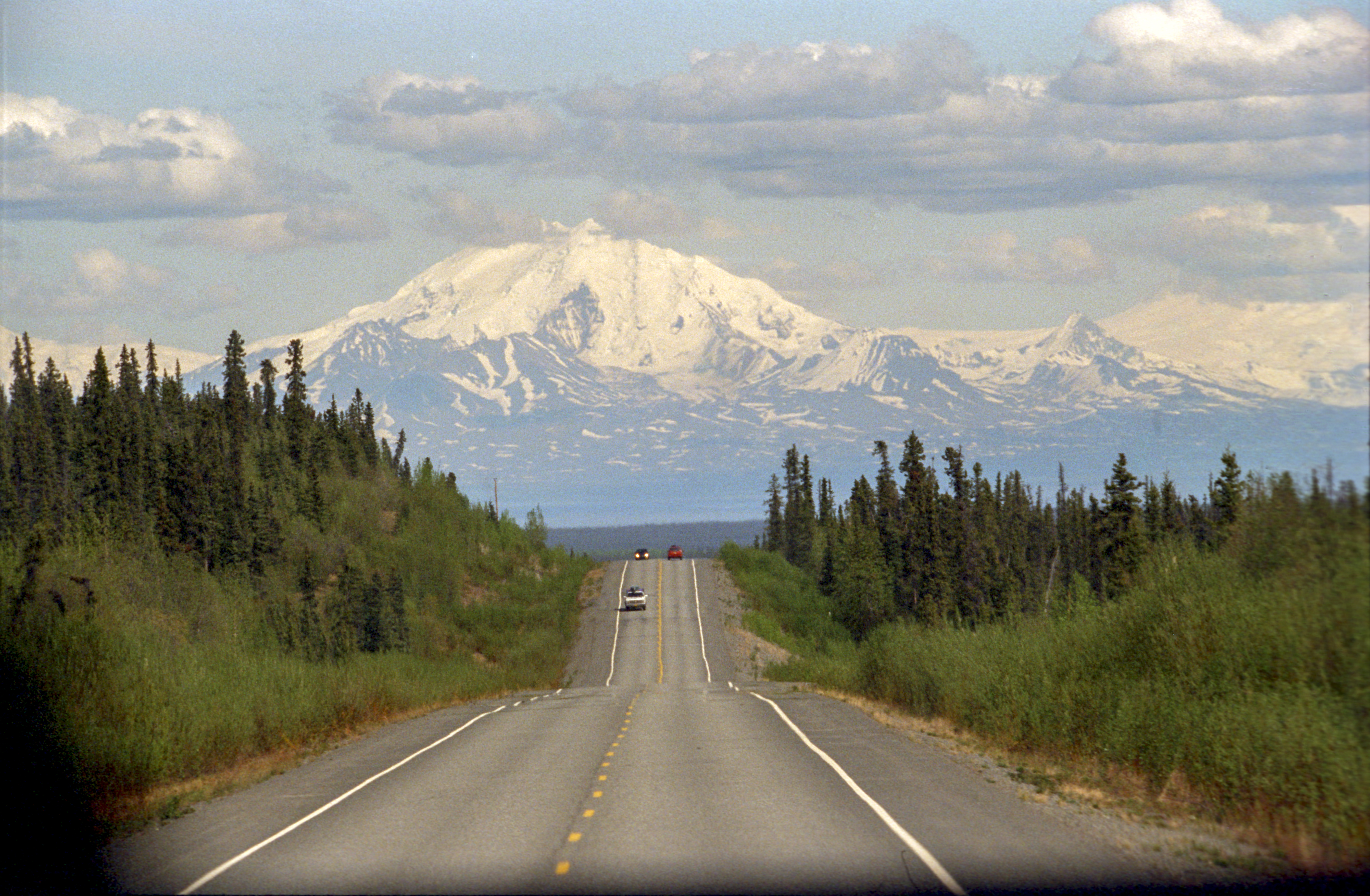
Glenn Highway, частина Interstate A-1
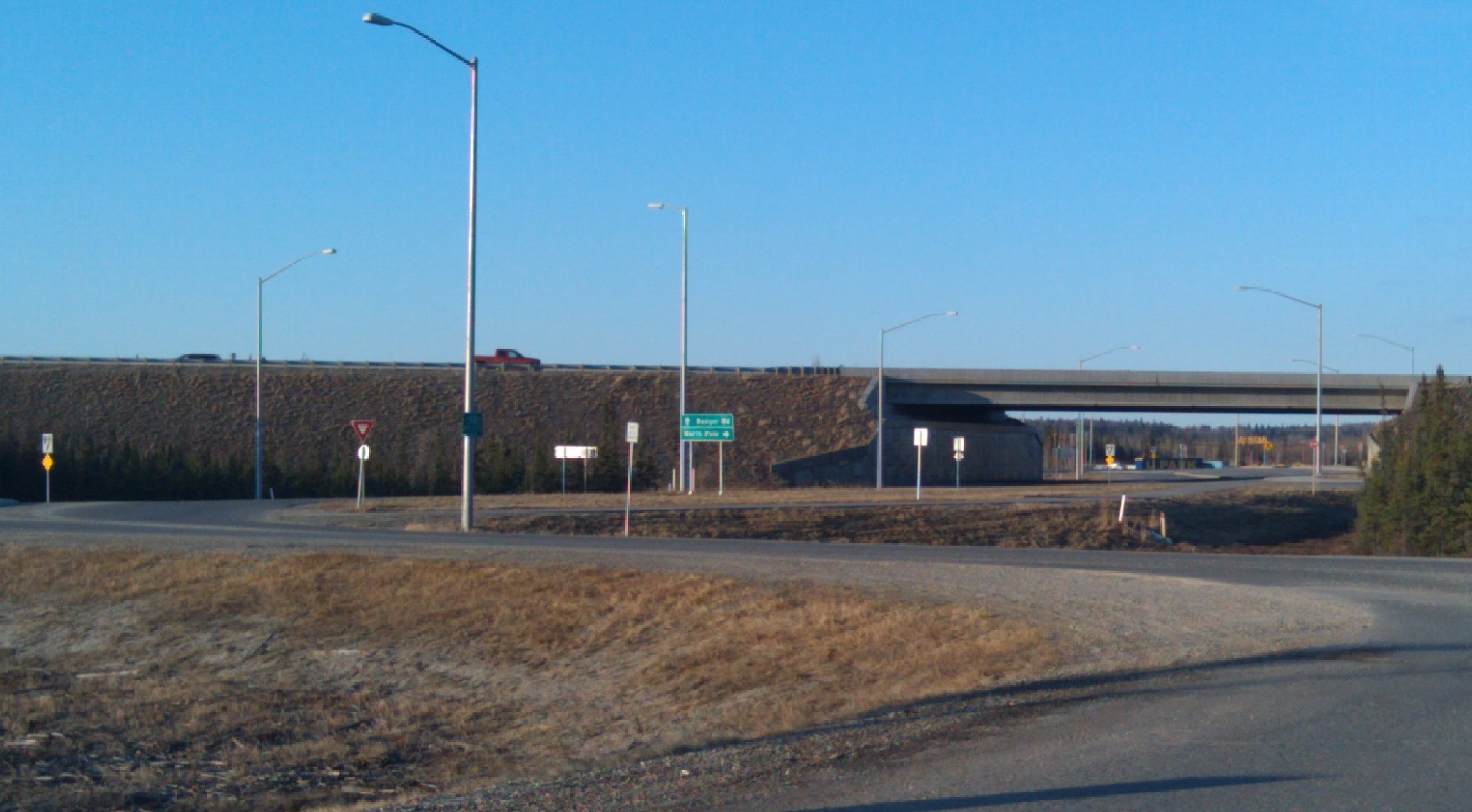
Перетин Richardson Highway, частини I A-2, та Badger Road
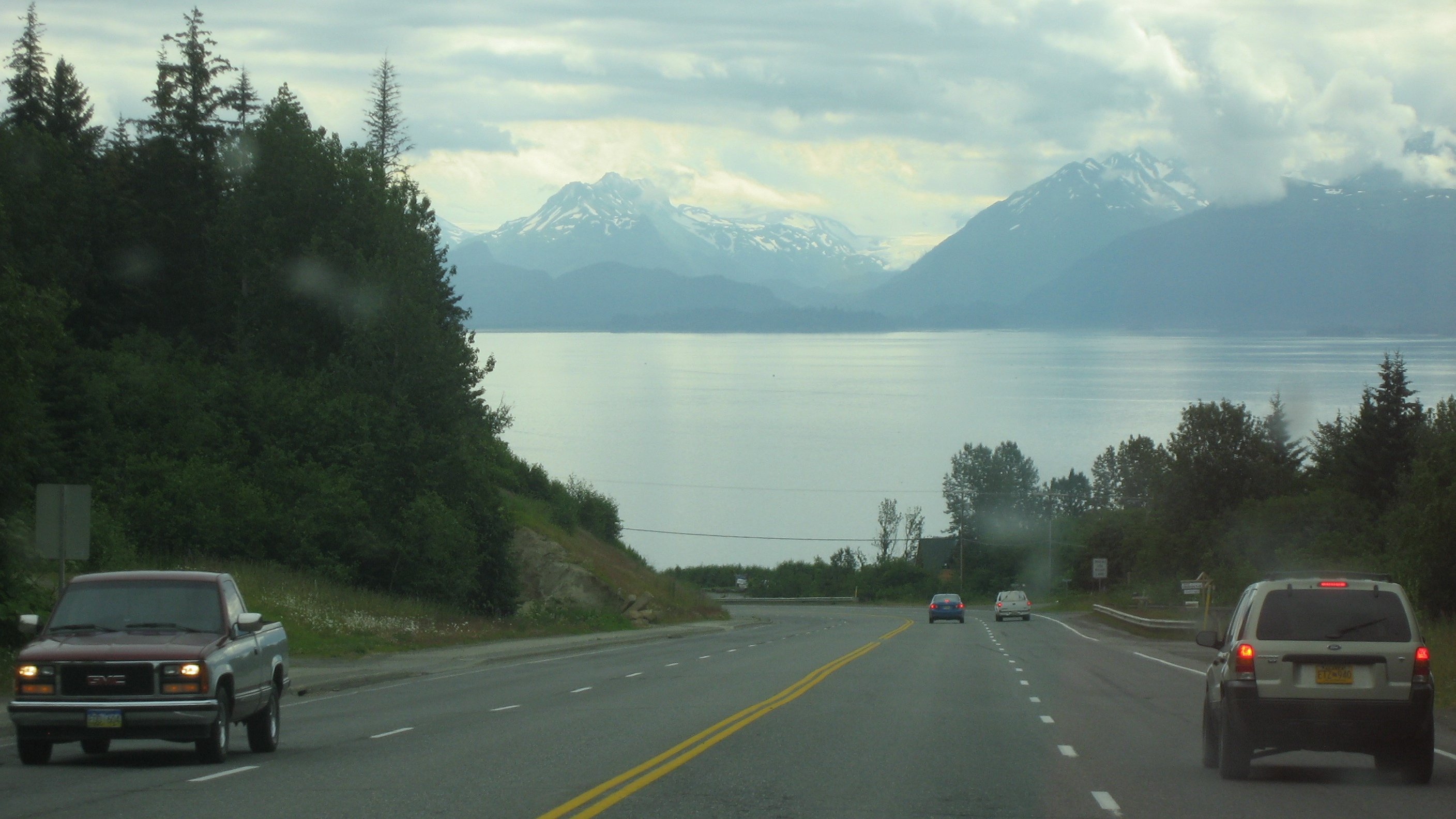
Sterling Highway, частина Interstate A-3
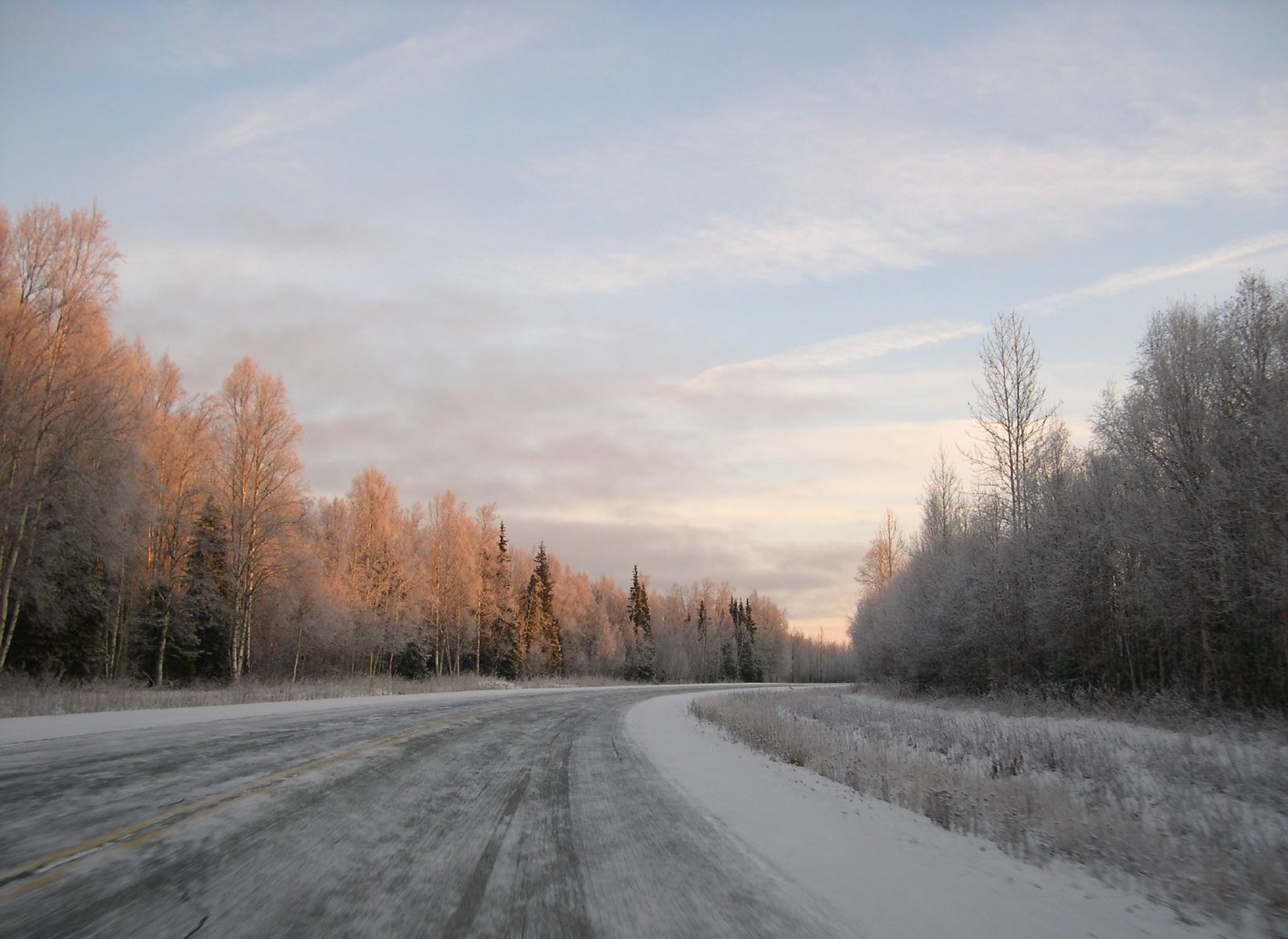
George Parks Highway, що і є Interstate A-4

| Прапор США | Це незавершена стаття про Сполучені Штати Америки. Ви можете допомогти проєкту, виправивши або дописавши її. |